# Чмыхалово (Оржицкий район)

Чмыхалово (укр. Чмихалове) — село,
Денисовский сельский совет,
Оржицкий район,
Полтавская область,
Украина.
Код КОАТУУ — 5323680803. Население по переписи 2001 года составляло 140 человек.

## Географическое положение
Село Чмыхалово находится на берегу безымянной пересыхающей речушки, которая через 3 км впадает в реку Оржица,
выше по течению на расстоянии в 3 км расположено село Чевельча,
ниже по течению на расстоянии в 0,5 км расположено село Денисовка.
На реке несколько запруд.

## История
Село указано на трехверстовке Полтавской области. Военно-топографическая карта.1869 года как хутор Дранный